# Modern Primitive
| Críticas profissionais | Críticas profissionais |
| Avaliações da crítica  | Avaliações da crítica  |
| Fonte                  | Avaliação              |
| ---------------------- | ---------------------- |
| PopMatters             | (7/10)                 |
| Classic Rock Magazine  | [ 2 ]                  |

Modern Primitive é o décimo-sétimo álbum de estúdio do guitarrista virtuoso estadunidense Steve Vai. Ele foi lançado no dia 24 de junho de 2016, como o primeiro CD da edição comemorativa de 20 anos do álbum Passion & Warfare.
Segundo o próprio guitarrista, este disco extra é o “elo perdido entre o ‘Flex-Able’ e o ‘Passion & Warfare’”:
| “ | “São canções que gravei ou escrevi entre o ‘Flex-Able’ e o ‘Passion & Warfare’ pois, se você conhece o ‘Flex-Able’, sabe que é um disco estranho: gravei quando tinha 20 anos de idade; e se você ouvir o ‘Passion & Warfare’ parecerá outra pessoa. O que aconteceu neste meio tempo? Onde está o elo perdido? Este disco, que chamo ‘Modern Primitive’, estará no relançamento do ‘Passion & Warfare’ e é realmente fantástico, pois eu tenho muito material. Sete ou oito músicas já estão registradas e precisam apenas de alguns pequenos ajustes, e vou me reunir com a banda da época para gravar algumas das outras faixas que costumávamos tocar naquela época. É música nova que está se tornando uma de minhas preferidas”. | ” |

Como este álbum é composto por material que foi escrito e parcialmente gravado com a banda The Classified, da qual Vai fez parte, em 2017 o guitarrista o incluiu em seu box The Secret Jewel Box, que é uma coleção de coletâneas do Steve Vai compostas por álbuns que contém gravações "esquecidas" de seu catálogo. Neste box, o álbum é chamado de Steve Vai & The Classified - Modern Primitive.
A música "Upanishads" teve como inspiração os Upanixades

## Pré-Lançamento
Como parte das celebrações dos 25 anos do lançamento do álbum Passion and Warfare,  trabalho mais bem sucedido do músico, será lançada no dia 24 de junho de 2016 uma edição especial remasterizada do "Passion and Warfare" que se chamará "Passion and Warfare 25th Anniversary Edition" com 4 faixas inéditas, e que virá como um CD duplo. O CD1 terá somente canções inéditas, baseadas em esboços de músicas que foram escritas e gravadas por Vai para o álbum “Flex-Able”, de 1984, e foi intitulado de "Modern Primitive". Eles foram alojados em uma embalagem com um livreto de 20 páginas para o "Modern Primitive" e um de 24 páginas para o "Passion and Warfare".
Em maio de 2016, Steve soltou um vídeo em seu canal do youtube com a seguinte mensagem: "Hey caras, aqui é Steve falando. Finalizei uma música que estará em meu novo trabalho, 'Modern Primitive', a sair em junho, eu espero. Acredito ser a maior obra musical que já criei, são 20 minutos de abstração e beleza. Se você gosta das coisas estranhas que faço, será um banquete para você".
No dia 03 de junho, a canção "Bop!" foi liberada para audição. Ela contém a participação especial da prodigiosa baixista indiana Mohini Dey, então com 18 anos.
No dia 21 de junho, uma segunda canção foi liberada para audição. A escolhida desta vez foi "Dark Matter".
No dia 22 de junho foi a vez de "Never Forever". E por fim, no dia 23 de junho, apresentou-se "No Pockets".

### Faixas
- Todas as faixas compostas por Steve Vai, exceto onde indicado.

| N.º            | Título                                             | Compositor(es)                         | Duração |  |
| 1.             | "Bop!" (Ft. Mohini Dey)                            |                                        | 5:37    |  |
| 2.             | "Dark Matter"                                      |                                        | 3:53    |  |
| 3.             | "Mighty Messengers"                                |                                        | 3:57    |  |
| 4.             | "The Lost Chord"                                   | Steve Vai, Devin Townsend              | 4:08    |  |
| 5.             | "Upanishads"                                       |                                        | 4:37    |  |
| 6.             | "Fast Note People"                                 | Martin Schwartz, Bob Harris, Steve Vai | 5:53    |  |
| 7.             | "And We Are One"                                   |                                        | 5:22    |  |
| 8.             | "Never Forever"                                    |                                        | 5:18    |  |
| 9.             | "Lights Are On"                                    |                                        | 6:26    |  |
| 10.            | "No Pockets"                                       |                                        | 4:54    |  |
| 11.            | "Pink and Blows Over: Part 1"                      |                                        | 3:21    |  |
| 12.            | "Pink and Blows Over: Part 2 (Mars Attack)"        | Steve Vai, Thomas Mariano              | 13:13   |  |
| 13.            | "Pink and Blows Over: Part 3 (Jazzbo Paddle-foot)" |                                        | 3:30    |  |
| Duração total: | Duração total:                                     | Duração total:                         | 70:21   |  |

## Créditos Musicais
| Instrumento    | Músico(s)                                                               | Faixas                                | Ref.   |
| -------------- | ----------------------------------------------------------------------- | ------------------------------------- | ------ |
| Guitarras      | Steve Vai                                                               | Todas                                 | [ 14 ] |
| Harp-guitar    | Steve Vai                                                               | Faixa 5                               | [ 14 ] |
| Vocais         | Steve Vai                                                               | Todas que tem vocais                  | [ 14 ] |
| Vocais         | Devin Townsend                                                          | faixa 4                               | [ 14 ] |
| Vocais         | Jazz James                                                              | faixas 11, 12 e 13                    | [ 14 ] |
| Sitar          | Dave Weiner                                                             | faixa 8                               | [ 14 ] |
| Baixo elétrico | Mohini Dey                                                              | faixa 1                               | [ 14 ] |
| Baixo elétrico | Stu Hamm                                                                | faixas 3, 4, 5, 6, 9, 10, 11, 12 e 13 | [ 14 ] |
| Baixo elétrico | Philip Bynoe                                                            | faixas 7 e 8                          | [ 14 ] |
| Teclados       | Mike Keneally                                                           | faixa 8                               | [ 14 ] |
| Teclados       | Tommy Mars                                                              | faixas 11, 12 e 13                    | [ 14 ] |
| Baterias       | Jeremy Colson                                                           | faixas 2 e 7                          | [ 14 ] |
| Baterias       | Chris Frazier                                                           | faixas 3, 4, 5, 6, 9, 10, 11, 12 e 13 | [ 14 ] |
| Baterias       | Mike Mangini                                                            | Faixa 8                               | [ 14 ] |
| Backing vocal  | Alvin Chea, Antonio Sol, Fletcher Sheridan, Mandy Vejar, Nayanna Holley | faixas 3, 6, 7, 8, 10, 11, 12 e 13    | [ 14 ] |
| Performer      | Greg Wurth                                                              | faixa 5                               | [ 14 ] |
| Performer      | Marpran Cassiopeia Vai                                                  | faixas 11, 12 e 13                    | [ 14 ] |

## Certificações e Desempenho nas Paradas Musicais
| Lançamento | Mídia / Formato | Álbum                                                           | Desempenho nas Paradas Musicais | Desempenho nas Paradas Musicais | Desempenho nas Paradas Musicais | Desempenho nas Paradas Musicais | Desempenho nas Paradas Musicais | Desempenho nas Paradas Musicais | Desempenho nas Paradas Musicais | Desempenho nas Paradas Musicais | Desempenho nas Paradas Musicais | Desempenho nas Paradas Musicais | Vendagem | Certificação/Vendas |
| Lançamento | Mídia / Formato | Álbum                                                           | [ 15 ]                          | [ 16 ]                          | [ 17 ]                          | [ 18 ]                          | [ 19 ]                          | [ 20 ]                          | [ 21 ]                          | [ 22 ]                          | [ 23 ]                          | [ 24 ]                          | Vendagem | Certificação/Vendas |
| ---------- | --------------- | --------------------------------------------------------------- | ------------------------------- | ------------------------------- | ------------------------------- | ------------------------------- | ------------------------------- | ------------------------------- | ------------------------------- | ------------------------------- | ------------------------------- | ------------------------------- | -------- | ------------------- |
| 2016       | CD Duplo        | Modern Primitive + Passion and Warfare 25th Anniversary Edition | —                               | 118                             | 151                             | —                               | —                               | —                               | 77                              | —                               | —                               | —                               |          |                     |